# تیتوونای
تیتوونای (به لاتین: Tytuvėnai) در لیتوانی با جمعیت ۲٬۷۷۵ نفر است که در samogitia واقع شده‌است.